# Moupinie à couronne rousse
Moupinia poecilotis
Genre
Espèce
Statut de conservation UICN

 LC  : Préoccupation mineure
La Moupinie à couronne rousse (Moupinia poecilotis), anciennement connue en tant que Timalie à couronne rousse, est une espèce de passereaux de la famille des Paradoxornithidae. C'est la seule espèce du genre Moupinia. Elle était classée auparavant dans le genre Chrysomma et dans la famille des Timaliidae.

## Répartition
Cet oiseau peuple les monts Hengduan.